# Gábor Dvorschák
Gábor Dvorschák (* 14. September 1989 in Budapest) ist ein ungarischer Fußballspieler. 

## Karriere
Dvorschák begann seine Karriere 1998 in der Jugend des Újpest FC. Zur Saison 2007/08 wurde er in die Reserve des Újpest FC befördert und ein Jahr später in die erste Mannschaft, die in der Nemzeti Bajnokság spielte.
Im August 2009 wechselte er auf Leihbasis zu Kecskeméti TE, kam hier jedoch in der zweiten Mannschaft zum Einsatz. Nachdem er sich also nicht durchsetzen konnte, kehrte er im Januar 2010 zu Újpest FC zurück. Am 9. Mai 2010 kam Dvorschák zu seinem Profi-Debüt in der Nemzeti Bajnokság gegen MTK Budapest FC (5:4), als er in der 90. Minute für Dušan Vasiljević eingewechselt wurde.
Bei Újpest FC absolvierte er bis zum Ende Juni 2012 77 Spiele (14 Tore) in der Reserve und 21 Spiele (2 Tore) in der ersten Mannschaft.
Mitte Juli 2012 begann Dvorschák ein Probetraining beim deutschen Viertligisten FC Carl Zeiss Jena, bei dem er am 6. August 2012 einen Einjahresvertrag unterschrieb. Im Sommer 2013 wurde der Vertrag nicht verlängert und er wurde anschließend vereinslos. Am 7. Februar 2014 unterschrieb Dvorschák nach sieben Monaten ohne Verein, einen Vertrag beim Nemzeti Bajnokság Verein Szombathelyi Haladás.